# Matyáš Jan Voračický z Paběnic
Matyáš Jan Voračický z Paběnic zvaný též Voráček (německy Matthias Johann Woracziczky von Babienitz, 1662 – 1732) byl český šlechtic z rodu Voračických z Paběnic.

## Život
Narodil se jako syn Vojtěcha Jiřího Voračického z Paběnic (* 1636 nebo 25. dubna 1648, Proseč-Obořiště u Pelhřimova) a jeho první manželky Františky Juliany Voračické, rozené Stošové z Kounic († 1670). Z dalších dvou manželství svého otce měl nevlastní bratry Antonína, Františka Helfrýda, Vojtěcha a Leopolda.
Matyáš Jan byl ženatý s Lidmilou roz. Vondráčkovou (* 1675 asi Hudlice u Berouna), spolu měli 12 dětí, z toho tři syny: Václava, Jiřího a 1 dalšího. Manželství bylo rozvedeno.